# الإخوة 2 (مسلسل)
الإخوة 2 هو الجزء الثاني من المسلسل التلفزيوني الإخوة الصادر عام 2014، وتتبع الأحداث قصة الإخوة الخمسة الذين تبناهم فريد نوح لعدم قدرته على الانجاب والمشاكل التي تهز بيتهم بالإضافة إلى شخصيات جديدة.
المسلسل من بطولة تيم حسن، باسل خياط، أمل بوشوشة، قيس الشيخ نجيب، نادين الراسي، أحمد فهمي، محمود نصر وغيرهم، مع ظهور النجمين باسم ياخور ونسرين طافش.

## أبطال العمل
- تيم حسن بدور نور
- باسل خياط بدور أمير
- أمل بوشوشة بدور ميرا
- قيس الشيخ نجيب بدور فادي
- نادين الراسي بدور ماريا
- أحمد فهمي بدور هاني
- محمود نصر بدور مجد
- محمد حداقي بدور كرم
- رفيق علي أحمد بدور رياض
- كارمن لبس بدور فاتن
- ميس حمدان بدور سارة

### أدوار ثانوية
- لينا دياب بدور ماسة
- محمد آل رشي بدور رفيق
- جيسكار نصار بدور لونا
- يزن السيد بدور ميار
- باسل الزارو بدور شادي
- ليزا الدبس بدور نايا
- علاء عزت بدور سلامة
- نرمين ماهر بدور يسرا
- حمدي هيكل
- خالد عبد الغفار
- بسام علي
- الفرزدق ديوب
- عبد الهادي الصباغ بدور فرج
- مرح جبر بدور سمر
- كارلا بطرس بدور رحاب
- إيزغي سمريلكو بدور ملك
- نشوى مصطفى بدور نجوى
- رجاء الجداوي بدور ميرفت
- عدنان أبو الشامات بدور كريم
- مديحة كنيفاتي

### ضيوف شرف
- باسم ياخور بدور سامي
- نسرين طافش بدور سلمى
- سلوم حداد بدور أسيل
- عبد المجيد مجذوب بدور فريد نوح